# Schloss Fremersdorf

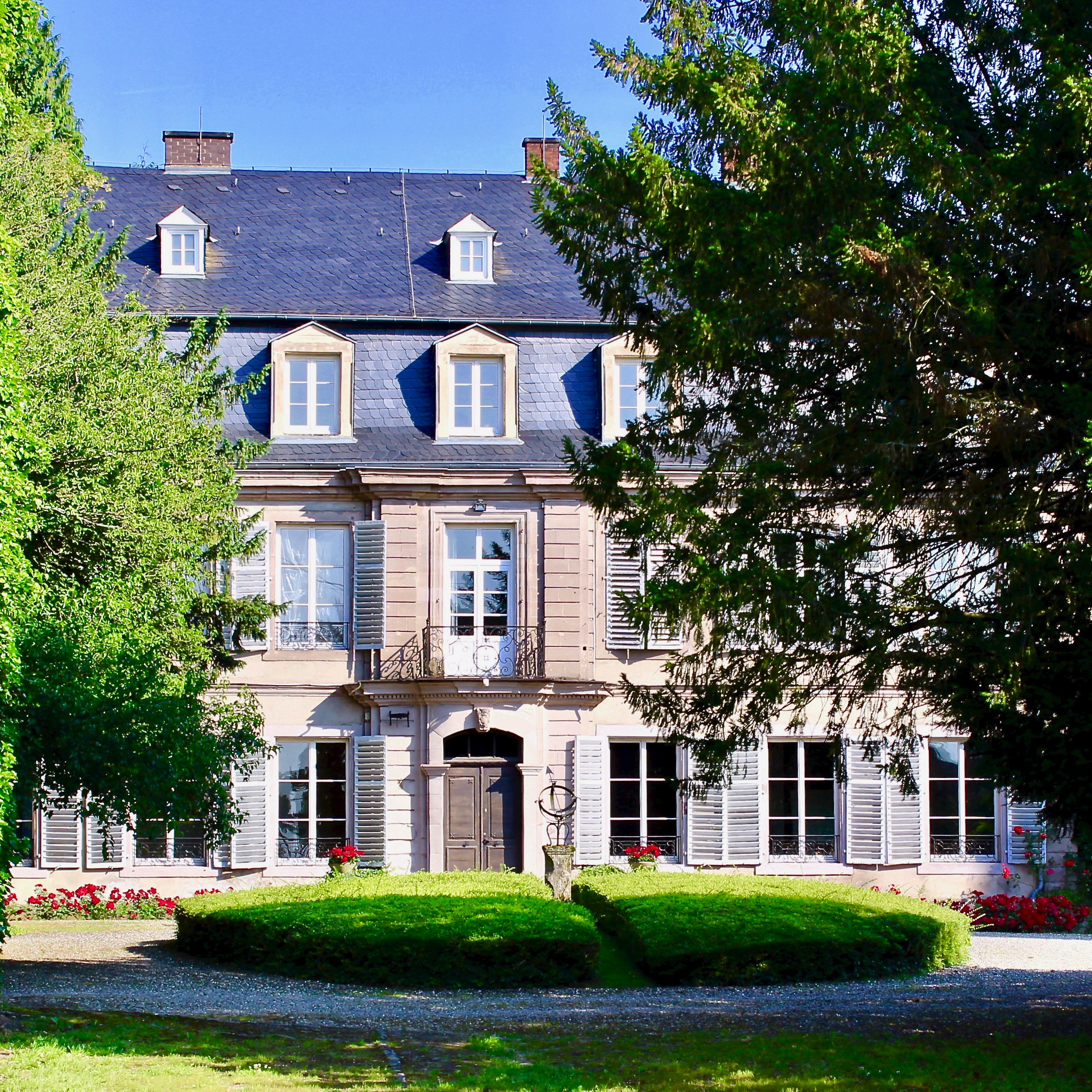
Teilansicht des Hauptgebäudes des Schlosses zu Fremersdorf, 2013

Das Schloss Fremersdorf im saarländischen Fremersdorf, einem Ortsteil von Rehlingen-Siersburg, ist ein historisches Gebäudeensemble, dessen Ursprünge als mittelalterliche Burg vermutlich im 12. Jahrhundert liegen. Die heute erhaltenen Schlossbauten reichen teilweise in die Zeit der Renaissance und des Barock zurück; das heutige Hauptgebäude wurde um 1797 errichtet. Der einst beeindruckende Schlosspark wurde durch die Trassierung der A8 entlang der Saar stark in Mitleidenschaft gezogen und deutlich beschnitten. Schloss und Schlosspark befinden sich im Privatbesitz der Familie von Boch und sind öffentlich nicht zugänglich.

## Beschreibung

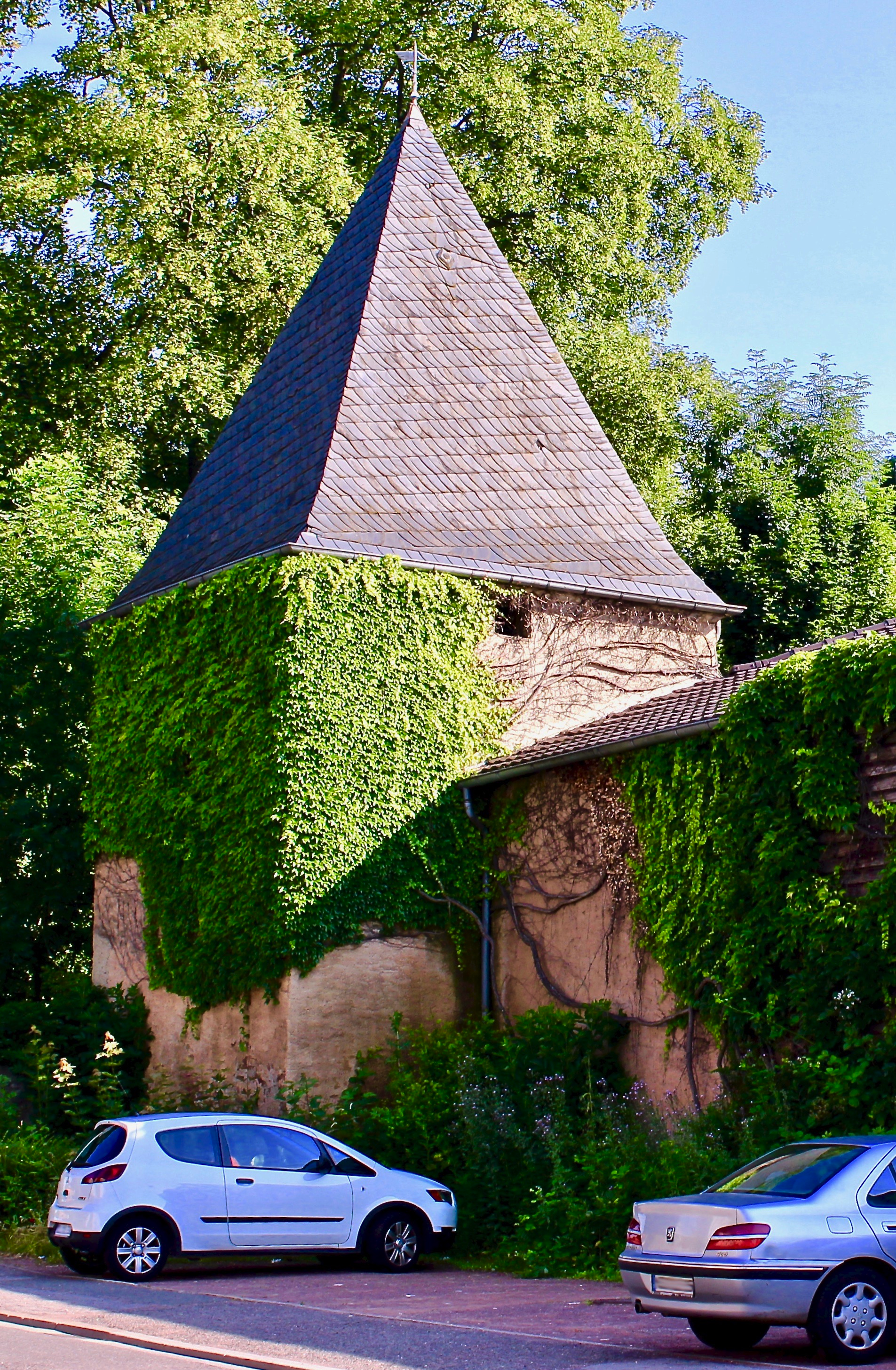
Einer der drei massiven quadratischen Türme mit Zeltdach des ehemaligen Renaissanceschlosses, 2013

Vom Zufahrtsweg, dem ursprünglich zum Ufer der Saar führenden Fährweg, eröffnen sich zwei große Tore zum Oberen und Unteren Schloss. Das langgestreckte Hauptgebäude im Stil des Barock verfügt über zwei Geschosse, die durch ein Geschossgesims getrennt sind, sieben Fensterachsen und ein Mansarddach. Baukörper und Dach sind durch ein Traufgesims getrennt. In der mittleren Portalachse, die als Risalit leicht vorspringt und durch gegliederte Pilaster gerahmt ist, trägt das Gebäude einen Balkon mit schmiedeeisernem Gitter. Oberhalb des von Pilastern flankierten Eingangsportals mit Oberlicht und Segmentbogen ist das Wappen der Familie de Galhau angebracht. Um den Haupthof gruppieren sich in einer gedachten Hufeisenform die Wirtschaftsgebäude.
Die einstige mittelalterliche Burganlage ist nicht erhalten. Diese wurde bis spätestens um 1620 abgetragen, als das Renaissancegebäude errichtet wurde. Von diesem Renaissanceschloss sind an der Rückseite Fragmente der Umfassungsmauer und drei rechteckige Türme mit Zeltdach erhalten, die teils noch über Schießscharten verfügen. Von ursprünglich neun Puttengruppen im Schlosspark existiert heute nur noch eine einzige. Im Hauptgebäude sind die Vertäfelung und das Mobiliar aus dem 18. Jahrhundert in einigen Räumen erhalten. Ölgemälde der Familie von Boch zieren die Wände.

## Historie
Dem Totenbuch der Abtei St. Vanne in Verdun zufolge übertrug Oda, die Gemahlin des Herzogs Gottfried von Ober- und Niederlothringen, den Fremersdorfer Herrenhof im Jahr 1040 der Abtei. Klösterliche Besitztümer dieser Art wurden häufig einem Vogt oder einem von diesem bestimmten Untervogt, der in diesem Fall ein Ritter von Fremersdorf gewesen sein könnte, zum Schutz aufgetragen. Im Jahr 1199 veräußerte die Abtei Saint-Vanne den Herrenhof an die in Trier ansässige Benediktinerabtei St. Matthias. Der Fremersdorfer Herrensitz könnte um 1240 entstanden und als Wasserburg zwischen Geisbach (frühere Schreibweise: Gaisbach) und Saar errichtet worden sein.
Diese als Fronhof fungierende mittelalterliche Burg war ein Vorgängerbau des heutigen Schlosses. Erstmals im Jahr 1158 wurde ein Hermann von Frummerstorf in einer Urkunde des lothringischen Herzogs Matthäus I. erwähnt. Das Geschlecht der Ritter von Frummerstorf besaß im 12. Jahrhundert die gleichnamige Herrschaft als Lehen der Herzöge von Lothringen. Die Lehenshoheit ging später an die Grafen von Saarbrücken, die sie im Jahr 1581 wieder an die Grafen von Lothringen abtraten.
Im 12. und 13. Jahrhundert sind die Herren von Fremersdorf als Ritter und Ministerialen belegt; ein Ritter Alardus von Frimmersdorf wurde um das Jahr 1295 unter den Burgmannen von Montclair aufgeführt. Deren Familienwappen weist über fünf vertikal und parallel nebeneinander angeordneten Ähren einen horizontal angeordneten Zickzackbalken auf, der auf eine Verwandtschaft mit den Herren von Gerlfangen, den Herren von Hilbringen und den Herren von Siersberg verweist, deren Familienwappen in dieser Hinsicht ähnlich ist.
Die Familie der Herren von Fremersdorf wurde letztmals 1342 erwähnt, als Papst Clemens VI. drei Geistliche damit beauftragte, die Aufnahme von Regina, Tochter des im selben Jahr verstorbenen Jakob von Fremersdorf, in das Augustinerinnen-Stift Fraulautern zu veranlassen. Mit diesem Jakob von Fremersdorf starb die Familie im Mannesstamm aus.
Im 15. und 16. Jahrhundert wurden aufeinanderfolgend die Herren von Burg Esch, die Herren von Kerpen und die Herren von Cronenburg mit der Herrschaft Fremersdorf belehnt. 1613/21 wurde sie von dem für den Herzog von Lothringen tätigen Juristen Freiherr Wilhelm Marzloff von Braubach (1560–1633) erworben.
Wilhelm Marzloff von Braubach war seit dem Jahr 1591 Herr von Dillingen und hatte 1590 die vermögende Margarethe von Wiltz (* 1565) geheiratet, Tochter des Gouverneurs von Thionville, Johan Freiherr von und zu Wiltz (1535–1607), und Claudia Freiin Beyer von Boppard (1550–1574). In Dillingen errichtete er bereits zu Beginn des Jahrhunderts ein Renaissanceschloss und war der wahrscheinlich bedeutendste Vertreter seiner Familie, die aus dem Rheinland stammte. Die früher wohl vierflügelige Anlage des Dillinger Schlosses mit ihrem quadratischen Innenhof und den viereckigen Türmen ermöglicht heute eine annähernde Vorstellung davon, wie der Vorgängerbau des heutigen Schlosses zu Fremersdorf etwa ausgesehen haben könnte, den Freiherr von Braubach um 1622 errichten ließ. Von dieser einstigen Anlage sind heute lediglich Relikte erhalten, insbesondere drei massige quadratische Türme. 1661 wurde das von lothringischen Orten umgebene Fremersdorf durch den Frieden von Vincennes französisch.
Als die Familie von Braubach in wirtschaftliche Turbulenzen geriet, verkaufte sie ihren Fremersdorfer Besitz, der über mehrere Stationen 1737 an Jean Christophe de Galhau († 1767) veräußert wurde, dessen Familie ursprünglich aus dem wallonischen Namur stammte. Dieser beschrieb in seinem letzten Lebensjahr, dass zum Anwesen des Schlosses Scheunen und Ställe zählten. Innerhalb der Schlossmauern bestanden zu dieser Zeit drei Gemüsegärten (1 Tagewerk) und ein Obstgarten, hinter dem Schloss drei Tagewerke und der so genannte Bachgarten, entlang des Geisbaches, der sich durch den Schlosspark zur Saar hin zieht. In diese Zeit fiel wohl die eingeführte Unterscheidung zwischen dem Unteren Schloss und dem (älteren) Oberen Schloss. Jean Christophe de Galhaus Sohn Jean Henri-Christophe de Galhau (1744–1787) ließ umfangreiche Bautätigkeiten ausführen, die sich durch angebrachte Jahreszahlen an einzelnen Bauwerken nachvollziehen lassen. Die westliche Gartenmauer entstand 1775, der südliche Querflügel 1777, der westliche Wirtschaftstrakt 1780, der östliche Wirtschaftstrakt und der Seitenflügel des Hauptgebäudes im Jahr 1782.
Die Französische Revolution 1789 und ihre Folgen wirkten sich auch auf Fremersdorf aus. Am Dreikönigstag des Jahres 1793 wurde die Schlossherrin Barbara (1754–1794), geborene Schmitt, die Witwe des Jean Henri-Christophe de Galhau, wegen des Vorwurfs der Konspiration mit den Feinden der französischen Republik festgenommen. Nach Gefängnisaufenthalten in Saarlouis, Metz und Paris wurde sie zusammen mit ihrem Vater aufgrund eines Urteils des Revolutionstribunals auf dem Platz der Revolution in Paris am 25. Februar 1794 durch die Guillotine enthauptet. Aus diesem Ereignis entstand eine überlieferte Legende um die zu Stein erstarrte Schlosskatze zu Fremersdorf, die über die Einzelnachweise dieses Artikels abgerufen werden kann.
Eine Tochter Barbaras, Marie Elisabeth Julie (1779–1862), heiratete den französischen Generaladjutant Jean Gaspard Michel de Renauld (1757–1847), der 1797 das Obere Schloss abreißen und an dessen Stelle das bis heute erhaltene barocke Hauptgebäude errichten ließ. Aus dem Bestand der aufgelösten Kommende Beckingen des Deutschherrenordens erwarb de Renauld Türen, Fensterrahmen und Gitter sowie eine ganze Anzahl spätbarocke Putten von Ferdinand Dietz. Diese ließ er im Schlosspark zu insgesamt neun allegorischen Skulpturengruppen anordnen, welche beispielsweise die vier Elemente Feuer, Wasser, Luft und Erde sinnbildlich darstellten, andere die fünf Sinne des Menschen.
Später ging das Schloss Fremersdorf in den Besitz der Familie Villeroy über. Der Sohn des Eisengießers Nicolas Villeroy, der Gründer der Fayencerie in Wallerfangen, aus der später die Keramikmanufaktur Villeroy & Boch entstand, Schlossherr Charles-Ambroise Villeroy (1788–1843) und dessen Ehefrau Marie Elisabeth Sophie, genannt Georgette, wandten hohe Beträge auf, um die Schlossanlage zu verschönern. Nachdem Alfred von Boch im Jahr 1886 Barbara Maria Léonie Reverchon (1867–1931) geheiratet hatte, erhielt er von seinem Vater Eugen von Boch das Schloss als Wohnsitz.
Im Zweiten Weltkrieg wurden die Ländereien durch Artilleriebeschuss in Mitleidenschaft gezogen, wobei auch ein Großteil der Putten im Schlosspark zerstört wurde.

## Schlosskapelle
Bereits zur Burg Fremersdorf gehörte eine Kapelle. Im Jahr 1622 wurde an der Schlossmauer zwischen den beiden Portalen eine Schlosskapelle errichtet und bereits 1629 erweitert. Sie wurde der Maria Magdalena geweiht. Erhaltenen Visitationsprotokollen aus dem 18. Jahrhundert zufolge handelte es sich dabei um einen Bau, der etwa der Größe der neoromanischen Fremersdorfer Pfarrkirche St. Mauritius entsprochen haben soll, mit „ansehnlich“ großem Altar. Für eine Schlosskapelle wären derartige Dimensionen ungewöhnlich. In der Pfarrchronik jener Zeit heißt es: „Die Kapelle ist solcher Art, wie man nur wenige vergleichbare findet…“ Das St. Mauritius-Patrozinium wurde wohl von einer älteren Kapelle der Herren von Fremersdorf übernommen. Der Glockenturm der Schlosskapelle, der außerhalb der Schlossmauer gestanden haben soll, verfügte über zwei Glocken. Diese waren 1759 Grund eines Disputs zwischen der im Oberen Schloss wohnenden Familie de Galhau und der im Unteren Schloss wohnenden Familie Oberhausen. Letztere führte beim Bischof Klage darüber, dass de Galhau es wiederholt versäumt habe, die Glocken läuten zu lassen. Im Verlauf der Französischen Revolution wurde die Kapelle beschädigt und 1797 abgetragen.

## Lage
Von Rehlingen-Siersburg aus gelangt man über die Fremersdorfer Straße, deren Verlängerung die Herrenstraße ist, etwa fünf Kilometer an der Saar entlang in den Ortsteil Fremersdorf. Nach der katholischen Pfarrkirche St. Mauritius zur Linken zweigt nach rechts schließlich der Fährweg ab, der als Zufahrt zum Areal des Schlosses und der Eugen von Boch’schen Gutsverwaltung dient. Über den Fährweg gelangten die Dorfbewohner bis 1964 zur einstigen Fährverbindung, zur „Phar“ bzw. „Ponte“, die eine Verbindung zur rechten Seite der Saar darstellte. Diese Fähre gehörte bis 1817 den Herren von Fremersdorf und wurde danach staatlich verpachtet. Zwischen dem heutigen Relikt des Schlossparks, der historisch bis an das Ufer der Saar reichte, und dem Flusslauf erstreckt sich heute die Autobahntrasse der A8. Durch den Schlosspark zieht sich der Geisbach, der in die Saar mündet.

## Ortswappen
Das Ortswappen von Fremersdorf weist neben dem Lothringerkreuz zwei stilisierte Rosenblüten und einen Sparren auf, die den Wappen der Familien de Galhau und de Renauld entlehnt sind.